# Карел Пік (есперантист)
Карел Пік (есп. Karolo Piĉ, 6 грудня 1920 — 15 серпня 1995) — чеський есперантист, член Академії есперанто, поет і письменник коротких оповідань, есе та романів мовою есперанто.

## Творча та наукова діяльність
Карел Пік був відомим і впливовим автором творів мовою есперанто. Він ввів і використовував в мові безліч неологізмів, частина з яких були спірними. Крім неологізмів, К. Пік був відомий своїм експериментальним використанням мови есперанто. Деякі есперантисти вважають, що він зайшов настільки далеко в своїх експериментах, що замість есперанто використовував якусь іншу, придуману ним мову.
Найвідоміша праця К. Піка, що висвітлює його лінгвістичні експерименти, це напівавтобіографічний роман La Litomiŝla tombejo (Кладовище в Літомишлі, 1981). На цьому кладовищі в його рідному місті Літомишль похований і він сам. На його надгробному пам'ятнику написано чеськими словами «Esperantský spisovatel» («Есперанто-письменник»).
Письменник, поет і перекладач мовою есперанто, шотландець Вільям Ольд включив роман Піка до переліку класичних творів на есперанто.

## Публікації
- Короткі історії
  - Ekkrioj de Georgino
  - Fabeloj el transe
  - La Davida harpo
  - Aboco
  - Angoro
- Новели
  - La Litomiŝla tombejo
  - Ordeno de verkistoj
  - Mistero de tri unuoj
  - La Bermuda triangulo (Бермудський трикутник)
  - Klaĉejo
- Статті
  - La granda superstiĉo
- Есе
  - Kritiko kaj recenzistiko en Esperanto
  - La interna vivo de Esperanto
  - Esperantaj neologismoj (Неологізми есперанто, Esperantista 1949 pp. 57, 65)